# 小行星7377
小行星7377（英語：7377 Pizzarello）是一颗围绕太阳公转的小行星。1981年3月1日，舒爾特·巴斯在赛丁泉山发现了此天体。
这颗小行星的绝对星等为337.31164等。